# 黃紋龍鰧
黃紋龍鰧是條鰭魚綱鱸形目龍鰧科龍鰧屬一個種。為大西洋東部非洲西部的魚類。

## 命名
本魚由德國動物學家約翰·古斯塔夫·菲舍爾於1885年命名。
其種小名於拉丁語意為「横紋」。

## 分布
本魚分布於大西洋東部，從非洲的幾內亞比索、聖多美島到加彭都有分布，為熱帶魚種，為底棲魚。所在國家包括：安哥拉、剛果共和國、剛果民主共和國、赤道幾內亞、加彭、幾內亞、利比里亞、納米比亞、聖多美和普林西比、塞拉利昂。

## 形態
本魚為小型魚，體長可達15公分，通常在10公分左右，本魚第一背鰭的棘及鰓蓋棘有毒腺。

## 生態
本魚棲息水深可達70公尺。棲息於近岸淺海的軟質的海底，會藏身泥沙中伏擊獵物，僅露出雙眼及有毒背鰭。通常是夜行性，主食為小魚及無脊椎動物。
卵和魚苗皆浮游。

## 經濟利用
本魚為食用魚，通常由拖網捕獲，并會被販售，但數量并不多。

## 風險管理
本魚的背棘、鰓蓋棘有毒腺，被刺傷會引起劇烈疼痛，其疼痛可以持續好几天，且傷口有感染風險。

## 保護現狀
加納等地漁民會在海岸進行圍網捕魚，會捕走大量亞成體，可對種群構成威脅。無論如何，
基於本魚在當地的數量依然豐富，尤其是加彭，而且并沒有更大的威脅出現，國際自然保護聯盟於2014年評估本魚為無危物種。